# 汪烇
汪烇（1512年—？），字子光，又字文光，號春渠，浙江杭州府臨安縣人，民籍，明朝政治人物。

## 生平
嘉靖十九年（1540年）庚子科浙江鄉試第七十名舉人。嘉靖二十六年（1547年）中式丁未科會試第一百三十七名，登第二甲第七十七名進士。都察院觀政，歷吉水县丞、高安知县，升南刑部员外郎、郎中，四十三年任九江知府。

## 家族
曾祖汪勇；祖父汪明；父汪淑，贈郎中。嫡母徐氏；生母羅氏。严侍下。兄汪燉。弟汪烟。子汪埙（庚午举人）、汪垓。